# International Socialist Tendency
La Tendència Socialista Internacional (IST) és una agrupació internacional de les organitzacions socialistes i revolucionàries que es relacionen amb les idees de Tony Cliff. Cliff és el fundador de la Socialist Workers Party (Partit Socialista dels Treballadors) de Gran Bretanya. IST compta amb seccions en el món, la seva presència és més forta a Europa, especialment a Gran Bretanya, Grècia i Irlanda. Hi ha organitzacions membres de la IST a una trentena de països, per bé que l'única amb seu als Països Catalans és Marx21.net.

## Classificació política
Políticament, l'IST té algunes semblances a altres trotskismes internacionals, però amb algunes diferències importants. Una d'elles es refereix a l'avaluació de la Unió Soviètica. A l'IST se'l veu com a capitalisme d'estat i no com un "estat obrer degenerat". Això es relaciona amb la insistència de la IST en la centralitat de l'autoemancipació de la classe treballadora i en el socialisme des de baix. Altres diferències teòriques tenen a veure amb les teories d'economia de guerra permanent i la revolució permanent desviada. Una diferència important a la seva pràctica és la seva dedicació a la construcció de fronts únics, moviments amplis amb un ampli ventall de forces progressistes, com ara els moviments contra la guerra de l'Iraq i moviments unitaris contra el feixisme i el racisme. A diferència dels corrents trotskistes ortodoxos, la IST no té estructures formals de direcció sinó que es basa en el debat, intercanvi d'experiències i autonomia de cada grup.

## Història
Els orígens de la IS es remunten al Socialist Review Group de Gran Bretanya, els membres del qual van sortir - entre ells Tony Cliff - a la dècada de 1950 de la Quarta Internacional.
Establert a la dècada de 1960, l'IS té vincles amb els moviments d'una sèrie de països, el que és la formació de grups dirigits allà. Probablement, el primer d'aquests grups va ser el Socialist Irish Internacional(1971), altres grups van ser poc després a Austràlia, Canadà i Alemanya Occidental (de dels Treballadors Socialistes Group SAG) va ser fundada. D'altra banda, van ser els vincles als EUA socialistes independents creat, que més tard va ser el International Socialist Organization, la divisió Isus a causa dels contactes amb l'IS 1978
Una estructura organitzativa formal per a la SI no hi havia, però, es va produir des de la dècada de 1970 per complir amb el lideratge del grup de la Internacional Socialista, en general en relació amb la  marxista Escola d'Estiu del Socialist Workers Party a Londres. Des de la dècada de 1990, el terme "Corrent Socialisme Internacional" era d'ús comú per a aquest partit.
A la dècada de 1980, l'IST va créixer. Les noves organitzacions van ser a França, Bèlgica, Dinamarca, els Països Baixos, Noruega fundada, i la grega Organització Socialista Revolucionària va millorar els seus vincles amb la SI. També Turquia es va contactar als membres (a l'exili a Alemanya i Gran Bretanya). El creixement en l'IST es va veure a la dècada de 1990, segueix (Àustria, Xipre, Espanya, Nova Zelanda, Sud-àfrica, Zimbàbue i corea) Fins i tot en els antics països socialistes es basa en IS-grups (Polònia, República Txeca). A Rússia grup només existien en el curt termini.
Al mateix temps, es van produir a la dècada de 1990 algunes dificultats. Juntament amb l'expansió geogràfica també es va produir en les pèrdues i la fragmentació. Divisions i no hi va haver problemes, entre altres coses, a Alemanya, Sud-àfrica, Irlanda, Zimbàbue, Austràlia, Nova Zelanda, Canadà, França i Bèlgica.
En els últims anys va seguir aquesta evolució ambivalent. D'una banda, una sèrie de nous grups es van formar com a Finlàndia, Uruguai i Ghana). Al mateix temps, es va veure la divisió amb l'organització, més gran de fora del Regne Unit, la Internacional Socialist Organization (ISO) dels EUA, que va ser expulsada del corrent a causa de les diferents opinions sobre la importància del moviment antiglobalització després de la manifestació a Seattle i dels seus intents de crear escissions en altres organitzacions del corrent. Si bé l'ISO no forma part del Corrent, s'han restablert relacions i hi ha intercanvi de ponents.